# Artemare
Artemare település Franciaországban, Ain megyében. Lakosainak száma 1141 fő (2022. január 1.). Artemare Ceyzérieu, Saint-Martin-de-Bavel, Talissieu, Valromey-sur-Séran és Ameyzieu községekkel határos.

## Népesség
A település népessége az elmúlt években az alábbi módon változott:
| Lakosok száma | 838  | 914  | 961  | 1074 | 1175 | 1210 | 1237 | 1249 | 1213 | 1141 |
|               | 1968 | 1982 | 1990 | 2006 | 2013 | 2015 | 2017 | 2019 | 2020 | 2022 |